# 穆青
穆 青（ぼく せい、1921年3月15日 - 2003年10月11日）は、中華人民共和国のジャーナリスト・官僚・政治家。河南省商水県出身。中国共産党第12期中央会委員。中国共産党中央顧問委員会委員。

## 経歴
1921年3月15日、河南省商水県で生まれる。1933年、杞県大同中学を卒業。1937年12月、山西省臨汾県で八路軍に参加しました。1938年8月、処女作『島国の吶喊』掲載された。1939年5月に中国共産党入党。1940年7月に延安魯迅芸術文学院に入学した。1943年8月、『雁翎隊』を発表。1946年2月、東北日報社に転入。同年末には『東北日報』編集委員兼採通部部長を務めた。1948年7月、『工人の旗幟趙占魁』を発表。1949年4月、『東北日報』から北京新華社総社に特派記者として転任し、第四野戦軍の南下に従って取材した。1950年7月、新華社編集委員会委員、農村編集組組長に就任。1951年11月、新華社結東総支社の第一副社長を務めた。1954年7月、新華社華東総支社の社長を担当しました。1955年4月、新華社上海支社社長に転出。1958年6月、中央に移り、新華社国内部主任に就任。1959年8月、新華社副社長に昇格。1966年8月に造反派に倒されました。1972年9月、新華社副社長の職を回復しました。1977年10月、新華社総編集長に就任。1980年6月、新華社解放軍総支局社長を兼務。1982年4月、新華社社長に昇格。同年7月には同社党組書記を兼務する。1986年、中国新聞学院院長を兼務。1987年10月、党の第13回大会で中国共産党中央顧問委員会委員に当選しました。1991年12月に退任し、政界から引退した。2003年10月11日、北京市で病気のため死去した。82歳。

## 家族
夫人の続磊は将軍続範亭の娘である。